# Doina Badea
Doina Badea (Craiova, 6 gennaio 1940 – Bucarest, 4 marzo 1977) è stata una cantante rumena.

## Biografia
Si diplomò alla Scuola d'arte di Craiova iniziando immediatamente la sua collaborazione con il coro della Filarmonico di stato "Oltenia", con il quale organizzò diversi tournée e spettacoli. Collaborò con teatri musicali e di rivista nel paese. Debuttò nel 1960 sul palcoscenico del teatro di Deva.
Nel 1963 fu impiegata al Teatro "Constantin Tănase" di Bucarest, fece diverse apparizioni in TV e alla radio e registrò dischi per Electrecord. Partecipò a tournée all'estero e la sua apparizione all'Olympia di Parigi fu uno dei suoi maggiori successi. Così come i due recital che tenne al Festival internazionale "Il cerbo d'oro", nel 1968 e 1971.
Nel 1966 partecipò al Festival di Sanremo e l'anno seguente al Festival internazionale della canzone di Sopot.
Morì insieme a suo marito Traian e ai due figli maschi nella loro appartamento dietro la Casa Şuţu (oggi il Museo de storia di Bucarest) il 4 marzo durante il terremoto del 4 marzo 1977.

## Eredità
Fu soprannominata "Dalida della Romania".
Il musicologo George Sbârcea scrisse sul fenomeno Doina Badea:

## Discografia

### Album
- Doina Badea (1969), Electrecord
- Tangouri De Petre Andreescu (1972), Electrecord
- Romanțe (1969), Electrecord

### Singoli e EP
- Un Refren / Orașul Seara (1964), Electrecord
- Aliulé / Anciedad / Il Minuetto Di Ottocentotre / Nulla Rimpiangero (1964), Electrecord
- Al IV-lea Concurs Și Festival De Muzică Ușoară Romanească Mamaia - 1966 (1966), Electrecord
- Doina Badea (1966), Electrecord
- Cînta O Mandolină / Să Nu Ne Despărțim (1967), Electrecord
- Chitarra Romana (1967), Electrecord
- Doina Badea Și Constantin Drăghici La Festivalurile Internaționale 1967 – Sopot (1968), Electrecord
- Hăulita / Trecea O Șatră De Nomazi / Romanța Inimii / Vara Nu Are Sfîrșit  (1970), Electrecord
- Melodii De Vasile Veselovski (1973), Electrecord

## Premi e riconoscimenti
Venne premiata nel 1963 al Festival nazionale di musica leggera di Mamaia per l'esecuzione della canzone di George Grigoriu Spre soare zburăm e un anno dopo, nell'ambito dello stesso festival fu premiata per i brani Tu di Vasile Veselovschi e Nimeni di Henri Mălineanu.